# Dylan Ennis
Pour les articles homonymes, voir Dylan et Ennis.
Dylan Jonathan Ennis, né le 26 décembre 1991 à Toronto en Ontario, est un joueur canado-jamaïcain de basket-ball qui évolue aux postes d'arrière et de meneur. Ennis a aussi la nationalité serbe.

## Biographie
Le 22 juin 2017, automatiquement éligible, il n'est pas sélectionné à la draft 2017 de la NBA. Il signe un contrat pour participer aux NBA Summer Leagues d'Orlando du 1er au 6 juillet avec le Thunder d'Oklahoma City et de Las Vegas du 7 au 17 juillet avec les Warriors de Golden State. Le 14 juillet 2017, Ennis marque 35 points dans un match de Summer League des Warriors et contribue à la victoire contre les Clippers de Los Angeles ; Ennis réussit huit de ses onze tirs à trois points et marque 23 points sur les 12 minutes qu'il dispute en première mi-temps. Son record universitaire en carrière à Oregon était de 22 points.
Le 25 juillet 2017, Ennis signe son premier contrat professionnel en Serbie au KK Mega Basket Belgrade. Le 9 décembre 2017, il quitte Mega et rejoint l'équipe serbe de l'Étoile rouge de Belgrade. En février 2018, il reçoit le passeport serbe. Le 17 avril 2018, son contrat avec le club est rompu d'un commun accord. Le même jour, il signe en Espagne au Tecnyconta Zaragoza pour le reste de la saison 2017-2018.
Le 21 juin 2018, il signe un contrat d'un an avec le Morabanc Andorra.
Le 4 juillet 2019, il part en France et signe à l'AS Monaco.
En juillet 2021, Ennis rejoint le CB Gran Canaria, en première division espagnole.

## Statistiques

### Universitaires
| Saison    | Équipe    | Matchs | Titul. | Min./m | % Tir | % 3pts | % LF | Rbds/m. | Pass/m. | Int/m. | Ctr/m. | Pts/m. |
| --------- | --------- | ------ | ------ | ------ | ----- | ------ | ---- | ------- | ------- | ------ | ------ | ------ |
| 2011-2012 | Rice      | 35     | 26     | 26,6   | 43,5  | 35,4   | 66,4 | 4,31    | 4,11    | 1,06   | 0,60   | 8,51   |
| 2013-2014 | Villanova | 30     | 0      | 16,2   | 35,3  | 30,1   | 78,6 | 1,73    | 1,63    | 0,27   | 0,27   | 5,07   |
| 2014-2015 | Villanova | 36     | 36     | 28,1   | 41,7  | 36,2   | 61,9 | 3,67    | 3,50    | 0,97   | 0,44   | 9,89   |
| 2015-2016 | Oregon    | 2      | 0      | 10,5   | 25,0  | 0,0    | 0,0  | 1,50    | 1,00    | 0,00   | 0,00   | 1,00   |
| 2016-2017 | Oregon    | 39     | 39     | 31,7   | 42,9  | 35,8   | 73,7 | 4,41    | 3,05    | 1,10   | 0,44   | 10,90  |
| Total     |           | 142    | 101    | 26,0   | 41,6  | 34,7   | 69,1 | 3,59    | 3,10    | 0,87   | 0,44   | 8,68   |

## Palmarès
- All-EuroCup Second Team (2019)